# دان پورتر
دان پورتر (انگلیسی: Don Porter; ۲۴ سپتامبر ۱۹۱۲ – ۱۱ فوریهٔ ۱۹۹۷) بازیگر اهل ایالات متحده آمریکا بود.
از فیلم‌ها یا برنامه‌های تلویزیونی که وی در آن نقش داشته‌است می‌توان به نامزد، گرگنمای لندن، میز، سالگرد مبارک و خداحافظ، دوست من ایرما به فنا می‌رود، ۴۰ قیراط، چون برای منی، خانم اومالی و آقای مالون، و خانم بروکس ما اشاره کرد.